# Emmanuel Malhotra
Pour les articles homonymes, voir Malhotra.
Emmanuel Noveen Malhotra, dit Manny, (né le 18 mai 1980 à Mississauga, dans la province de l'Ontario au Canada) est un joueur professionnel canadien de hockey sur glace.

## Carrière de joueur
Avant d'être repêché par les Rangers de New York au premier tour (7e rang au total) lors du repêchage d'entrée dans la LNH 1998, Malhotra a évolué pour le Storm de Guelph de la Ligue de hockey de l'Ontario. Avec cette équipe, il a participé au tournoi de la Coupe Memorial en 1998 s'inclinant en finale. À la suite du repêchage, il se fait une place avec les Rangers et joue 73 des 82 matchs de la saison 1998-1999. Il réalise huit buts et autant d'aides pour 16 points à sa saison recrue dans la Ligue nationale de hockey.
Lors de sa deuxième saison, il éprouve de la difficulté avec son jeu défensif et est envoyé au club-école des Rangers, le Wolf Pack de Hartford de la Ligue américaine de hockey où il remporte la Coupe Calder. Au cours de cette saison, il joue aussi quelques parties avec son club junior, le Storm. Il faut attendre la saison 2001-2002 pour le voir disputer à nouveau une saison complète dans la LNH, mais est échangé aux Stars de Dallas en cours d'année. 
Son séjour à Dallas est relativement court, au début de la saison 2003-2004, il est réclamé au ballotage par les Blue Jackets de Columbus. Lors du lock-out de la LNH en 2004-2005, il joue brièvement en Slovénie et en Suède.
Après avoir joué quatre saisons et demie avec les Blue Jackets, il signe un contrat d'une saison en tant qu'agent libre avec les Sharks de San José à l'occasion de la saison 2009-2010. Le 1er juillet 2010, il signe avec les Canucks de Vancouver. Vers la fin de la saison 2010-2011, alors que les Canucks jouent contre l'Avalanche du Colorado, Malhotra reçoit une rondelle à un œil et doit subir une opération. Sa saison est terminée et sa blessure peut mettre fin à sa carrière. Il revient finalement au jeu avec une visière complète lors des séries éliminatoires à l'occasion du deuxième match de la finale de la Coupe Stanley jouée contre les Bruins de Boston.
La saison suivante, sa production offensive a diminué passant de 30 points la saison dernière à 18 cette saison. Lors de la saison 2012-2013, il est rayé de la formation des Canucks pour le restant de la saison par crainte de sa santé à long terme, la vision de son œil gauche ayant fortement diminuée depuis l'accident.
Lors de l'intersaison 2013, alors qu'il n'a toujours pas signé un contrat avec une équipe de la LNH, il signe un contrat d'essai avec les Checkers de Charlotte de la LAH. Après huit matchs avec l'équipe, il signe un contrat avec les Hurricanes de la Caroline fin octobre et joue 69 matchs pour 13 points au cours de la saison 2013-2014. En raison de sa persévérance, il est en nomination pour remporter le trophée Bill-Masterton mais cet honneur revient finalement à Dominic Moore des Rangers de New York.
Le 1er juillet 2014, il signe un contrat d'un an avec les Canadiens de Montréal.
Au niveau international, il a représenté le Canada à trois reprises. Il a joué au championnat du monde junior en 1998 et en 2000, dont lequel il remporte une médaille de bronze, ainsi qu'au championnat du monde de 2002.

## Statistiques

### En club
| Saison     | Équipe                    | Ligue             |     | Saison régulière | Saison régulière | Saison régulière | Saison régulière | Saison régulière |   | Séries éliminatoires | Séries éliminatoires | Séries éliminatoires | Séries éliminatoires | Séries éliminatoires |
| Saison     | Équipe                    | Ligue             | PJ  | B                | A                | Pts              | Pun              | PJ               | B | A                    | Pts                  | Pun                  |                      |                      |
| 1995-1996  | Reps de Mississauga       | MTHL              | 54  | 27               | 44               | 71               | 62               | -                | - | -                    | -                    | -                    |                      |                      |
| 1996-1997  | Storm de Guelph           | LHO               | 61  | 16               | 28               | 44               | 26               | 18               | 7 | 7                    | 14                   | 11                   |                      |                      |
| 1997-1998  | Storm de Guelph           | LHO               | 57  | 16               | 35               | 51               | 29               | 12               | 7 | 6                    | 13                   | 8                    |                      |                      |
| 1998       | Storm de Guelph           | Coupe Memorial    | -   | -                | -                | -                | -                | 5                | 1 | 6                    | 7                    | 2                    |                      |                      |
| 1998-1999  | Rangers de New York       | LNH               | 73  | 8                | 8                | 16               | 13               | -                | - | -                    | -                    | -                    |                      |                      |
| 1999-2000  | Storm de Guelph           | LHO               | 5   | 2                | 2                | 4                | 4                | 6                | 0 | 2                    | 2                    | 4                    |                      |                      |
| 1999-2000  | Wolf Pack de Hartford     | LAH               | 12  | 1                | 5                | 6                | 2                | 23               | 1 | 2                    | 3                    | 10                   |                      |                      |
| 1999-2000  | Rangers de New York       | LNH               | 27  | 0                | 0                | 0                | 4                | -                | - | -                    | -                    | -                    |                      |                      |
| 2000-2001  | Wolf Pack de Hartford     | LAH               | 28  | 5                | 6                | 11               | 69               | 5                | 0 | 0                    | 0                    | 0                    |                      |                      |
| 2000-2001  | Rangers de New York       | LNH               | 50  | 4                | 8                | 12               | 31               | -                | - | -                    | -                    | -                    |                      |                      |
| 2001-2002  | Rangers de New York       | LNH               | 56  | 7                | 6                | 13               | 42               | -                | - | -                    | -                    | -                    |                      |                      |
| 2001-2002  | Stars de Dallas           | LNH               | 16  | 1                | 0                | 1                | 5                | -                | - | -                    | -                    | -                    |                      |                      |
| 2002-2003  | Stars de Dallas           | LNH               | 59  | 3                | 7                | 10               | 42               | 5                | 1 | 0                    | 1                    | 0                    |                      |                      |
| 2003-2004  | Stars de Dallas           | LNH               | 9   | 0                | 0                | 0                | 4                | -                | - | -                    | -                    | -                    |                      |                      |
| 2003-2004  | Blue Jackets de Columbus  | LNH               | 56  | 12               | 13               | 25               | 24               | -                | - | -                    | -                    | -                    |                      |                      |
| 2004-2005  | HDD Olimpija Ljubljana    | Interliga         | 13  | 7                | 7                | 14               | 16               | -                | - | -                    | -                    | -                    |                      |                      |
| 2004-2005  | HDD Olimpija Ljubljana    | Državno Prvenstvo | 13  | 6                | 7                | 13               | 20               | -                | - | -                    | -                    | -                    |                      |                      |
| 2004-2005  | HV 71                     | Elitserien        | 20  | 5                | 2                | 7                | 16               | -                | - | -                    | -                    | -                    |                      |                      |
| 2005-2006  | Blue Jackets de Columbus  | LNH               | 58  | 10               | 21               | 31               | 41               | -                | - | -                    | -                    | -                    |                      |                      |
| 2006-2007  | Blue Jackets de Columbus  | LNH               | 82  | 9                | 16               | 25               | 76               | -                | - | -                    | -                    | -                    |                      |                      |
| 2007-2008  | Blue Jackets de Columbus  | LNH               | 71  | 11               | 18               | 29               | 34               | -                | - | -                    | -                    | -                    |                      |                      |
| 2008-2009  | Blue Jackets de Columbus  | LNH               | 77  | 11               | 24               | 35               | 28               | 4                | 0 | 0                    | 0                    | 0                    |                      |                      |
| 2009-2010  | Sharks de San José        | LNH               | 71  | 14               | 19               | 33               | 41               | 15               | 1 | 0                    | 1                    | 0                    |                      |                      |
| 2010-2011  | Canucks de Vancouver      | LNH               | 72  | 11               | 19               | 30               | 30               | 6                | 0 | 0                    | 0                    | 0                    |                      |                      |
| 2011-2012  | Canucks de Vancouver      | LNH               | 78  | 7                | 11               | 18               | 14               | 5                | 0 | 0                    | 0                    | 0                    |                      |                      |
| 2012-2013  | Canucks de Vancouver      | LNH               | 9   | 0                | 0                | 0                | 0                | -                | - | -                    | -                    | -                    |                      |                      |
| 2013-2014  | Checkers de Charlotte     | LAH               | 8   | 0                | 0                | 0                | 17               | -                | - | -                    | -                    | -                    |                      |                      |
| 2013-2014  | Hurricanes de la Caroline | LNH               | 69  | 7                | 6                | 13               | 18               | -                | - | -                    | -                    | -                    |                      |                      |
| 2014-2015  | Canadiens de Montréal     | LNH               | 58  | 1                | 3                | 4                | 12               | -                | - | -                    | -                    | -                    |                      |                      |
| 2015-2016  | Monsters du lac Érié      | LAH               | 23  | 4                | 2                | 6                | 6                | -                | - | -                    | -                    | -                    |                      |                      |
| Totaux LNH | Totaux LNH                | Totaux LNH        | 991 | 116              | 179              | 295              | 451              | 35               | 2 | 0                    | 2                    | 0                    |                      |                      |

### En équipe nationale
| Année | Équipe        | Évènement                   |   | PJ | B | A | Pts | Pun                |  | Résultat |
| 1998  | Canada junior | Championnat du monde junior | 7 | 0  | 0 | 0 | 0   | Huitième place     |  |          |
| 2000  | Canada junior | Championnat du monde junior | 7 | 0  | 2 | 2 | 8   | Médaille de bronze |  |          |
| 2002  | Canada        | Championnat du monde        | 7 | 0  | 0 | 0 | 4   | Sixième place      |  |          |

## Trophées et honneurs personnels

### LHO
- 1998 : remporte le trophée Bobby-Smith.

### Coupe Memorial
- 1998 : nommé dans l'équipe d'étoiles du tournoi ;
- 1998 : remporte le trophée George Parsons.

### Ligue américaine de hockey
- 2000 : remporte la Coupe Calder avec le Wolf Pack de Hartford.

## Transactions
- 12 mars 2002 : échangé aux Stars de Dallas par les Rangers de New York avec Barrett Heisten en retour de Roman Liachenko et Martin Ručinský ;
- 21 novembre 2003 : réclamé au ballotage par les Blue Jackets de Columbus des Stars de Dallas ;
- 8 octobre 2004 : signe à titre d'agent libre avec le HDD Olimpija Ljubljana de la Interliga ;
- 20 décembre 2004 : signe à titre d'agent libre avec le HV 71 de la Elitserien ;
- 23 septembre 2009 : signe à titre d'agent libre avec les Sharks de San José ;
- 1er juillet 2010 : signe à titre d'agent libre avec les Canucks de Vancouver ;
- 31 octobre 2013 : signe à titre d'agent libre avec les Hurricanes de la Caroline ;
- 1er juillet 2014 : signe à titre d'agent libre avec les Canadiens de Montréal.